# ساکارتسی
ساکارتسی (به بلغاری: Sakartsi) یک منطقهٔ مسکونی در بلغارستان است که در توپولوفگراد واقع شده‌است.